# ФК «Крылья Советов» Куйбышев в сезоне 1978
Сезон 1978 — 35-й сезон «Крыльев Советов», в том числе 10-й сезон во втором по значимости дивизионе СССР. По итогам чемпионата команда заняла 1-е место.

## События
Игра 24 апреля в Свердловске с "Уралмашем" (2:0) стала для "КС" в чемпионатах мастеров 1000-й.
Автогол динамовца С.Савченкова в Ленинграде 25 мая — на счету "КС" стал 1200-й.

## Чемпионат СССР (первая лига)

### Турнирная таблица
| Место | Команда                     | И  | В  | Н  | П  | Мячи  | О  |
| ----- | --------------------------- | -- | -- | -- | -- | ----- | -- |
| 1     | «Крылья Советов» (Куйбышев) | 38 | 21 | 14 | 3  | 59-25 | 56 |
| 2     | СКА (Ростов-на-Дону)        | 38 | 20 | 14 | 4  | 65-35 | 54 |
| 3     | «Динамо» (Минск)            | 38 | 21 | 11 | 6  | 57-28 | 53 |
| 4     | «Карпаты» (Львов)           | 38 | 21 | 10 | 7  | 60-37 | 52 |
| 5     | «Терек» (Грозный)           | 38 | 16 | 9  | 13 | 56-56 | 41 |

### Результаты матчей
| 09 апреля 1978 1 тур | «Колхозчи» (Ашхабад) | 0:0 | «Крылья Советов» (Куйбышев) |  |

| 13 апреля 1978 2 тур | «Памир» (Душанбе)         | 2:1 | «Крылья Советов» (Куйбышев) | Республиканский стадион им.М.В.Фрунзе |
| 19:00                | Турсунов 33′ · Амриев 52′ |     | 82′ Бережной                |                                       |

| 20 апреля 1978 3 тур | «Крылья Советов» (Куйбышев) | 2:1 | «Кузбасс» (Кемерово) |  |

| 24 апреля 1978 4 тур | «Уралмаш» (Свердловск) | 0:2 | «Крылья Советов» (Куйбышев) | Свердловск           |
| 18:30                |                        |     | 37′ Панфилов · 73′ Елисеев  | Стадион: Центральный |

| 28 апреля 1978 5 тур | «Крылья Советов» (Куйбышев) | 1:3 | «Кубань» (Краснодар) |  |

| 07 мая 1978 7 тур | «Крылья Советов» (Куйбышев) | 0:0 | «Спартак» (Орджоникидзе) |  |

| 11 мая 1978 8 тур | «Крылья Советов» (Куйбышев) | 2:0 | «Терек» (Грозный) |  |

| 16 мая 1978 9 тур | «Крылья Советов» (Куйбышев) | 2:0 | «Жальгирис» (Вильнюс) |  |

| 21 мая 1978 10 тур | «Крылья Советов» (Куйбышев) | 1:0 | «Динамо» (Минск) |  |

| 25 мая 1978 11 тур | «Динамо» (Ленинград) | 0:2 | «Крылья Советов» (Куйбышев) |  |

| 29 мая 1978 12 тур | «Шинник» (Ярославль) | 0:1 | «Крылья Советов» (Куйбышев) |  |

| 02 июня 1978 13 тур | «Крылья Советов» (Куйбышев) | 3:1 | СКА (Одесса) |  |

| 06 июня 1978 14 тур | «Крылья Советов» (Куйбышев) | 2:1 | «Нистру» (Кишинев) |  |

| 12 июня 1978 15 тур | «Спартак» (Ивано-Франковск) | 2:0 | «Крылья Советов» (Куйбышев) |  |

| 16 июня 1978 16 тур | «Карпаты» (Львов) | 0:0 | «Крылья Советов» (Куйбышев) |  |

| 20 июня 1978 17 тур | «Металлург» (Запорожье) | 2:2 | «Крылья Советов» (Куйбышев) |  |

| 24 июня 1978 18 тур | «Крылья Советов» (Куйбышев) | 2:0 | «Таврия» (Симферополь) |  |

| 28 июня 1978 19 тур | СКА (Ростов-на-Дону) | 1:1 | «Крылья Советов» (Куйбышев) |  |

| 02 июля 1978 20 тур | «Торпедо» (Кутаиси) | 1:1 | «Крылья Советов» (Куйбышев) |  |

| 23 июля 1978 21 тур | «Крылья Советов» (Куйбышев) | 2:0 | «Уралмаш» (Свердловск) |  |

| 27 июля 1978 22 тур | «Кузбасс» (Кемерово) | 0:0 | «Крылья Советов» (Куйбышев) |  |

| 01 августа 1978 23 тур | «Крылья Советов» (Куйбышев) | 3:1 | «Динамо» (Ленинград) |  |

| 05 августа 1978 24 тур | «Крылья Советов» (Куйбышев) | 3:1 | «Шинник» (Ярославль) |  |

| 13 августа 1978 25 тур | «Жальгирис» (Вильнюс) | 0:0 | «Крылья Советов» (Куйбышев) |  |

| 17 августа 1978 26 тур | «Динамо» (Минск) | 0:1 | «Крылья Советов» (Куйбышев) |  |

| 22 августа 1978 27 тур | «Кубань» (Краснодар) | 1:1 | «Крылья Советов» (Куйбышев) |  |

| 31 августа 1978 29 тур | «Крылья Советов» (Куйбышев) | 3:0 | «Колхозчи» (Ашхабад) |  |

| 04 сентября 1978 30 тур | «Крылья Советов» (Куйбышев) | 4:3 | «Памир» (Душанбе) |  |

| 21 сентября 1978 31 тур | «Спартак» (Орджоникидзе) | 1:1 | «Крылья Советов» (Куйбышев) |  |

| 25 сентября 1978 32 тур | «Терек» (Грозный) | 0:3 | «Крылья Советов» (Куйбышев) |                  |
|                         |                   |     | 18′, Елисеев · Пилипенко    | Зрителей: 23 500 |

| 29 сентября 1978 33 тур | «Крылья Советов» (Куйбышев) | 4:1 | «Спартак» (Ивано-Франковск) |  |

| 03 октября 1978 34 тур | «Крылья Советов» (Куйбышев) | 0:0 | «Карпаты» (Львов) |  |

| 08 октября 1978 35 тур | СКА (Одесса) | 0:0 | «Крылья Советов» (Куйбышев) |  |

| 12 октября 1978 36 тур | «Нистру» (Кишинев) | 0:0 | «Крылья Советов» (Куйбышев) |  |

| 17 октября 1978 37 тур | «Крылья Советов» (Куйбышев) | 2:0 | «Торпедо» (Кутаиси) |  |

| 26 октября 1978 38 тур | «Таврия» (Симферополь) | 1:1 | «Крылья Советов» (Куйбышев) |  |

| 30 октября 1978 39 тур | «Крылья Советов» (Куйбышев) | 2:1 | «Металлург» (Запорожье) |  |

| 03 ноября 1978 40 тур | «Крылья Советов» (Куйбышев) | 4:1 | СКА (Ростов-на-Дону) |  |

## Кубок СССР

### Результаты матчей
| 24 февраля 1978 1/32 финала (первый матч) | «Крылья Советов» (Куйбышев) | 1:0 | «Янгиер» (Янгиер) | Самарканд                      |
|                                           |                             |     |                   | Стадион: Динамо Зрителей: 4000 |

| 28 февраля 1978 1/32 финала (ответный матч) | «Янгиер» (Янгиер) | 0:0 | «Крылья Советов» (Куйбышев) | Янгиер                           |
|                                             |                   |     |                             | Стадион: Целинник Зрителей: 7500 |

| 18 марта 1978 1/16 финала (первый матч) | «Крылья Советов» (Куйбышев) | 1:2 | «Шахтёр» (Донецк)        | Сочи                                |
|                                         | Павлов 36′                  |     | Латыш 70′ · Старухин 41′ | Стадион: Центральный Зрителей: 4000 |

| 25 марта 1978 1/16 финала (ответный матч) | «Шахтёр» (Донецк)         | 2:0 | «Крылья Советов» (Куйбышев) | Макеевка                        |
|                                           | Роговский 14′ · Латыш 49′ |     |                             | Стадион: Шахтер Зрителей: 15000 |

## Товарищеские матчи
В феврале «Крылья Советов» провели 7 товарищеских встреч в Болгарии (4 победы, 2 ничьи, поражение, мячи 14-5), причем дважды обыграли клуб «Берое» из Стара-Загоры (5:0, 2:1).
В ноябре «КС» провели два матча на Мадагаскаре (3:0, 4:0).
| 8 августа 1978 | «Крылья Советов» (Куйбышев) | 2:1 | «Локомотив» (Лейпциг) | Куйбышев           |
|                |                             |     |                       | Стадион: Металлург |

| 8 сентября 1978 | «Ротор» (Волгоград) | –:– | «Крылья Советов» (Куйбышев) | Волгоград                    |
|                 |                     |     |                             | Стадион: Центральный стадион |

| 12 сентября 1978 | «Крылья Советов» (Куйбышев) | 8:0 | «Конгресо-дель-Трассио» (Мехико) | Тольятти         |
|                  |                             |     |                                  | Стадион: Торпедо |

| 16 сентября 1978 | «Торпедо» (Тольятти) | –:– | «Крылья Советов» (Куйбышев) | Тольятти         |
|                  |                      |     |                             | Стадион: Торпедо |

| 21 октября 1978 | «Крылья Советов» (Куйбышев) | 1:0 | сборная РСФСР | Куйбышев           |
|                 |                             |     |               | Стадион: Металлург |